# Братья Шаргородские
Лев и Александр Шаргородские — братья, писатели и драматурги; большинство произведений создали вместе. В 1979 году вместе с семьями эмигрировали из СССР.

## Биография
Лев Шаргородский (1934, Ленинград — 2024, Женева). С семьёй был эвакуирован из блокадного Ленинграда.
Александр Шаргородский (1943, Ачинск — 1995). Родился в эвакуации.
После войны вернулись в Ленинград. Получив высшее образование, братья несколько лет работали в проектном и научно-исследовательском институтах, в которых больше писали, чем проектировали и исследовали. Оставив работу, занялись литературой профессионально, «в четыре руки». С 1967 года — члены Ленинградского комитета драматургов. В 1976—1979 Лев — председатель Ленинградского комитета драматургов, в 1977—1979 Александр — председатель Ленинградского комитета эстрадных драматургов.
После эмиграции из СССР в 1979 году Александр поселился в Женеве, Лев в 1979—1981 жил в Нью-Йорке, в 1981 году тоже переехал в Женеву. Братья продолжали литературную работу. Члены Международного ПЕН-клуба, французского и швейцарского Союзов писателей и драматургов и Союза кинематографистов. Лев — Академик Международной Академии телевидения и радио.
После смерти Александра Лев работал один.

## Работы

### В СССР

#### Театр
Десять пьес поставлено на сценах театров Ленинграда, Калининграда, Петрозаводска, Владимира, Оренбурга, Грозного, Новосибирска, Сыктывкара и других городов.

#### Кино
По сценариям братьев поставлены:
- 3 телефильма на Ленинградской студии (режиссёр Александр Белинский).
- Фильмы (в основном короткометражные) на Одесской, Ташкентской, Бакинской и других киностудиях.
- Около десяти сюжетов для сатирического киножурнала «Фитиль».
- Многочисленные развлекательные программы на различных телестудиях.

#### Премии
- Дважды побеждали на Всесоюзном конкурсе сатиры и юмора в Одессе[1].
- Две премии за лучшие пьесы на Всесоюзных конкурсах, проводимых министерством культуры[1].
- Международная премия «Алеко» в Болгарии — за лучший юмористический рассказ[1].

### В эмиграции

#### Кино и телевидение
По сценариям братьев поставлено несколько фильмов и телефильмов:
- «Концерт для Алисы» — совместное производство Германии, Австрии и Швейцарии;
- «Мисс Москва» — совместное производство Франции, Канады и Швейцарии;
- «Миллионер и его телохранитель» — Германия;
- «Бал шутов» — Польша.

#### Театр
Девять пьес были поставлены на сценах Германии, Израиля, России, Швейцарии и других стран. 1999 году состоялась премьера спектакля «Печальный пересмешник» Иерусалим. Израиль. Театр «Комедион». Режиссёры-постановщики Владимир и Елена Мериины. Композитор Вячеслав Ганелин

#### Радио
Более сорока радиопьес (каждая от пятнадцати до шестидесяти минут) были представлены на радио Франции, Израиля и Швейцарии.

### Книги
- Шаргородские А. и Л. «Собрание сочинений в четырёх томах» Рига, RETORIKA, 1996 ISBN 9984-9078-1-3 Тираж: 3000.[2]
  - Том 1: Колокольня Кваренги (рассказы)
  - Том 2: Сказка Гоцци (рассказы)
  - Том 3: Бал шутов (роман)
  - Том 4: Капуччино (роман)

## Рецензии
Весь еврейский юмор — в одной книге. Книге, полной любви и смеха.
«Фигаро», Париж.
Книга братьев Шаргородских «Иерусалимские сны» — это картина Шагала, обрамлённая Лорель и Харди.
«Ле Монд», Париж.
Мы не привыкли к тому, чтобы диссиденты из России столь напоминали Лорель и Харди. И были столь талантливы!
«Либерасьон», Париж.
Меня очень порадовали ваши рассказы.
Вуди Аллен, кинорежиссёр, актёр, писатель.
Братья Шаргородские — блестящие юмористы. Все их книги, полные мысли, поэзии и фантазии, пронизаны юмором.
«Джерузалем пост», Израиль.
Под пером Шаргородских серость и обыденность жизни, как у Зощенко и Бабеля, становятся смешными и трогательными.
«Либерасьон», Париж.
…И всё это вместе вылилось в прекрасные книги, где повседневное,
обыденное смешивается с возвышенным без единой фальшивой нотки, где чудесное, невероятное, невыразимо печальное переплетается с самым обыденным.
И всё это Шаргородские делают легкомысленно и серьёзно одновременно, заставляя вспомнить
«Алую розу Каира» Вуди Аллена и великую, беззаботную музыку Моцарта.
«Либерасьон», Париж.
Ваши книги полны юмора и мудрости. Более того — я нахожу в них вас.
Эли Визель, писатель, Лауреат Нобелевской Премии.
Читая братьев Шаргородских, я так громко смеялся, что ко мне прибежала соседка. «Неужели по телевизору показывают что-то столь смешное?» — спросила она.
Эфраим Кишон, писатель, Израиль.